# Trifon (Tschechow)

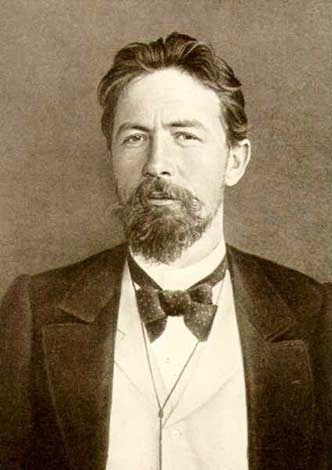
Anton Tschechow

Trifon (russisch Трифон) ist eine Kurzgeschichte des russischen Schriftstellers Anton Tschechow, die am 31. März 1884 in der Nr. 13 des humoristischen Petersburger Wochenblattes Oskolki erschien. Zu Lebzeiten des Autors wurde der Text ins Serbokroatische übersetzt.

## Inhalt
Ende März in der russischen Provinz: Der bejahrte Gutsbesitzer Grigori Semjonowitsch Stscheglow, von Rückenschmerzen geplagt, erwacht mitten in der Nacht. Das Bett seiner Frau Nastja dicht neben ihm ist leer. Stscheglow kleidet sich an. Es ist um drei. Er tritt ins Freie und hört, wie sich die junge Frau in der Gartenlaube mit seinem Pferdeknecht Trifon unterhält. Der Knecht will Nastja zwischen Küssen und Liebkosen überzeugen, Gut und Geld machen nicht glücklich. Die Verzweifelte muss ihrem Liebsten Recht geben. Am liebsten liefe sie dem Alten davon, liefe möglichst weit weg, doch sie muss mit Stscheglows Geld ihren Vater und auch ihren Bruder unterstützen. 
Stscheglow möchte den Knecht im Pferdestall verprügeln lassen. Welche Strafe sich der Gutsherr auch ausdenkt – sie kollidiert mit irgendeinem Paragraphen des Strafgesetzbuches.
In der nächsten Nacht steht Stscheglow wieder Punkt drei Uhr auf und schleicht sich an. Als Trifon vor Nastja wieder schlecht von ihm redet, fährt er dazwischen. Trifon nimmt die Strafandrohung gelassen. Stscheglow schwenkt um. Er will den Knecht mit Geld bestechen, damit er von Nastja ablässt. Trifon macht nicht mit: „Kommt nicht in Frage“, entscheidet der Untergebene und trottet in die Gesindestube.

## Trifon als Vorname
Der Vorname "Trifon" ist seit Iwan Turgenjews Roman "Aufzeichnungen eines Jägers" (erste Buchausgabe 1852) Inbegriff des Albernen. Der unglücklich verliebte Arzt in der Erzählung "Der Kreisarzt" trägt zu seinem Leidwesen, wie er seufzend nach einigem Zögern gesteht, den Vornamen "Trifon": "Nun heiße ich mit meinem Vornamen unglückseligerweise Trifon. Jaja, Trifon Iwanowitsch. ... Nichts zu machen. Ich sage also: 'Trifon ist mein Name, Madame.' " Seine Frau heißt zudem noch "Akulina" (russ. akula 'Haifisch'): "Siebentausend Mitgift. Sie heißt Akulina; das paßt eben zu Trifon. Ein böses Weib, muß ich Ihnen sagen. Eine wahre Wohltat, daß sie den ganzen Tag schläft."

## Deutschsprachige Ausgaben
Verwendete Ausgabe
- Gerhard Dick (Hrsg.), Wolf Düwel (Hrsg.): Anton Tschechow: Gesammelte Werke in Einzelbänden: Trifon. S. 192–196 in: Gerhard Dick (Hrsg.): Anton Tschechow: Vom Regen in die Traufe. Kurzgeschichten. Aus dem Russischen übersetzt von Ada Knipper und Gerhard Dick. Mit einem Vorwort von Wolf Düwel. 630 Seiten. Rütten & Loening, Berlin 1964 (1. Aufl.)[4]

## Anmerkung
1. ↑  Die Leibeigenschaft wurde in Russland im Spätwinter 1861 abgeschafft. Prügelstrafen an Fronbauern wurden vor 1861 gewöhnlich im Pferdestall des Gutshofes vollstreckt.